# Латит

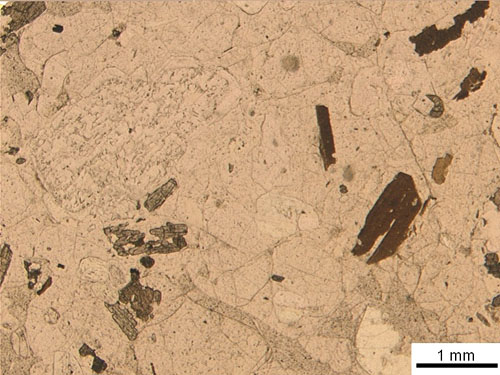
Мікрофотографія латиту (між паралельними поляризаторами)

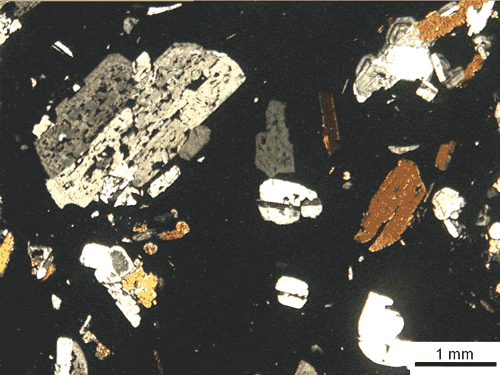
Мікрофотографія латиту (між схрещеними поляризаторами)

Латит — вулканічна гірська порода середнього складу помірно-лужного (сублужного) ряду із сімейства трахіандезитів-латитів з вкрапленниками плагіоклаза, клино- і ортопіроксена, іноді калієвого польового шпату, олівіну та біотиту в основній масі із скла та цих же мінералів; різновидності: латит авгітовий, двопіроксеновий, олівін- і біотитвмісний та ін.

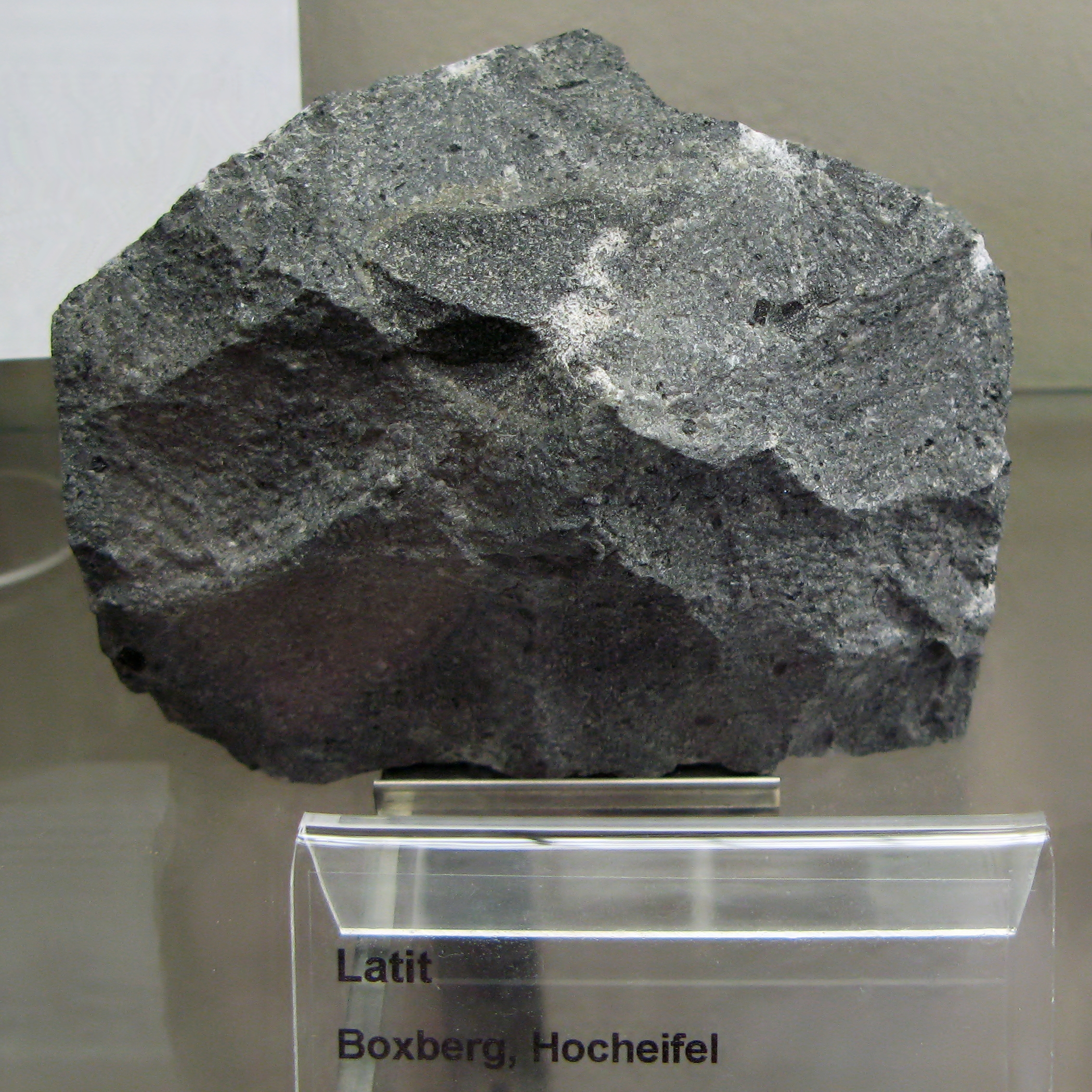
Латит, Мінералогічний музей у Бонні, Німеччина.

Структура латиту афірово-порфірова або порфірово-афірова.
Вміст польового шпату і плагіоклазу приблизно однаковий. Кварц становить менше п'яти відсотків і відсутній у фельдшпатоїдів, що несуть латит, і олівін відсутній у кварцовому латиті. Якщо вміст кварцу більше п'яти відсотків, камінь класифікується як кварц-латит. Біотит, рогова обманка, піроксен, олівін та кварц є звичайними додатковими мінералами.
Латит зустрічається, наприклад, в лавах Болгарії, у Південній Дакоті, США.